# Serie B (piłka nożna kobiet)
Serie B – druga w hierarchii klasa żeńskich ligowych rozgrywek piłkarskich we Włoszech. Stanowi pośredni szczebel rozgrywkowy pomiędzy Serie A, a Serie C, będąc jednocześnie drugim szczeblem centralnym (II poziom ligowy). Zmagania w jej ramach toczą się cyklicznie (co sezon) systemem kołowym i przeznaczone są dla 12 włoskich klubów piłkarskich. Czołowe drużyny Serie B uzyskują awans do Serie A, zaś najsłabsze zespoły relegowane są do Serie C. Od 1970 zarządzana przez FFIGC, a obecnie przez FIGC - Divisione Calcio Femminile.

## Historia
W latach 2002–2013 była trzecim poziomem (drugą w hierarchii ligowej była Serie A2). Potem od sezonu 2013/14 Serie B składała się z 48 zespołów podzielonych na cztery grupy po dwanaście drużyn. Zwycięzcy z czterech grup awansowały do Serie A, natomiast zespoły z ostatnich miejsc spadały do regionalnej Serie C. Od sezonu 2018/19 grają w niej 12 zespołów. Pierwsze dwa zespoły w końcowej tablicy awansują do Serie A, a ostatnie dwie drużyny spadają bezpośrednio do międzyregionalnej Serie C. Drużyny sklasyfikowane na jedenastym i dwunastym miejscu w Serie B oraz trzecia i czwarta drużyny z turnieju finałowego Serie C rozgrywają dodatkowy turniej na terenie neutralnym. Pierwszy i drugi zespoły turnieju dodatkowego otrzymują prawo gry w Serie B.

## Skład ligi w sezonie 2018/19
- ACF Arezzo ASD
- ASD Castelvecchio
- SSD ARL Empoli Ladies FBC
- ASD Femminile Inter Milano
- SSD Football Milan Ladies
- ASD Fortitudo Mozzecane CF
- USD Genoa Women
- SS Lazio Women 2015 a.r.l.
- Lady Granata Cittadella
- SSD Roma CF s.r.l.
- ASD Roma XIV
- US San Zaccaria